# Drum symphony
Drum symphony è un album di Tullio De Piscopo, pubblicato dall'etichetta discografica EMI Italiana nel 1986 in formato 33 giri e musicassetta (numero 64 2406531).
L'album è la colonna sonora originale del film Francesca è mia, regia di Roberto Russo, con Monica Vitti, Corrado Pani, Pierre Malet e Manuela Gatti.

## Tracce
Lato A
1. Running – 3:00
2. Night Tension – 6:10
3. Francisca (Theme) – 4:00
4. Drum Symphony (Live Version) – 3:52

Durata totale: 17:02
Lato B
1. Drum Symphony – 2:00
2. No Jazz – 3:42
3. Francisca (Theme Bis) – 2:41
4. Mozartiana (Dies Irae) – 4:55

Durata totale: 13:18

## Formazione
- Tullio De Piscopo – batteria, percussioni, tastiere
- Massimo Volpe – pianoforte
- Gigi Cifarelli - chitarre
- Rino Zurzolo – basso, contrabbasso
- Enzo Lo Greco - basso
- Massimo Nunzi - tromba, filicorno
- Peter De Piscopo - primo violino
- Alessandro Tumolillo - primo violino